# 教育政策與行政學系
教育政策與行政學系，指大學或研究所專門在研究教育行政領域所設立的相關科系或學位。

## 教育政策與行政學系全世界大專院校列表
全世界各個國家有提供教育政策與行政學系學士，碩士或博士學位的大學列表。

### 中華民國（臺灣）
有招收學士以上學位的教育政策與行政學系相關系所之大專院校有：
| œ  | 學校名稱         | 學院系所                                       | 提供學位         | 學校網址                                                        |
| 01 | 國立臺北教育大學 | 教育經營與管理學系                             | 學士、碩士、博士 | https://em.ntue.edu.tw/ （页面存档备份，存于）                  |
| 02 | 國立臺灣師範大學 | 教育政策與行政研究所                           | 碩士、博士       | https://epa.ed.ntnu.edu.tw/ （页面存档备份，存于）              |
| 03 | 國立政治大學     | 教育行政與政策研究所                           | 碩士             | https://eap.nccu.edu.tw/ （页面存档备份，存于）                 |
| 04 | 臺北市立大學     | 教育行政與評鑑研究所                           | 碩士、博士       | https://adeva.utaipei.edu.tw/ （页面存档备份，存于）            |
| 05 | 國立東華大學     | 教育行政與管理學系                             | 學士、碩士、博士 | eam.ndhu.edu.tw                                                 |
| 06 | 國立清華大學     | 教育與學習科技學習學系行政與評鑑組             | 碩士、博士       | http://delt.site.nthu.edu.tw/ （页面存档备份，存于）            |
| 07 | 國立嘉義大學     | 教育學系教育行政與政策發展碩士班               | 碩士             | http://www.ncyu.edu.tw/gieapd/index.aspx （页面存档备份，存于） |
| 08 | 國立屏東大學     | 教育行政研究所                                 | 碩士、博士       | http://www.giea.nptu.edu.tw/bin/home.php （页面存档备份，存于） |
| 09 | 國立臺中教育大學 | 高等教育經營管理碩士學位學程                   | 碩士             |                                                                 |
| 10 | 國立暨南國際大學 | 教育政策與行政學系                             | 學士、碩士、博士 | https://www.epa.ncnu.edu.tw/ （页面存档备份，存于）             |
| 11 | 輔仁大學         | 教育領導與發展研究所                           | 碩士             |                                                                 |
| 12 | 淡江大學         | 教育與未來設計學系學習領導與教育發展碩士班     | 碩士             |                                                                 |
| 13 | 南臺科技大學     | 教育領導與評鑑研究所                           | 碩士             |                                                                 |
| 14 | 國立暨南國際大學 | 國際文教管理人才博士學位學程                   | 博士             |                                                                 |
| 15 | 輔仁大學         | 教育領導與科技發展學士學位學程                 | 學士             |                                                                 |
| 16 | 淡江大學         | 教育與未來設計學系前瞻教育領導與科技管理博士班 | 博士             |                                                                 |
| 17 | 國立中正大學     | 教育領導與管理發展國際博士學位學程             | 博士             |                                                                 |
| 18 | 國立中正大學     | 教育領導與管理發展國際碩士學位學程             | 碩士             |                                                                 |

### 日本
有招收學士以上學位的教育政策與行政學系相關系所之大專院校有：
| œ  | 學校名稱 | 學院系所     | 提供學位 | 學校網址                                       |
| 01 | 道都大學 | 教育行政學系 | 學士     | http://www.dohto.ac.jp/ （页面存档备份，存于） |

### 美国
教育政策與行政學系，（英語：Educational Administration）。目前美國有些大學或研究所是用（英語：Educational Leadership）。有招收學士以上學位的教育政策與行政學系相關系所之大學有：
| œ  | 學校名稱     | 學院系所                   | 提供學位     | 學校網址                                                                                            |
| 01 | 阿拉巴馬大學 | Educational Administration | EdD、PhD、MA | https://web.archive.org/web/20100609130034/http://gradservice.aa.ua.edu/admin/programs.aspx?type=ed |
| 02 | 愛許蘭大學   | Educational Administration | EdD、M.ed    | https://web.archive.org/web/20090516231405/http://www.ashland.edu/academics/education/              |
| 03 | 亞利桑那大學 | Educational Leadership     | EdD、M.ed    | https://web.archive.org/web/20090626003735/http://coe.arizona.edu/pages/dep_edl/index.php           |

## 資料來源
1. ↑  .   [2009-09-26]. （原始内容存档于2009-10-14）.